# SETI

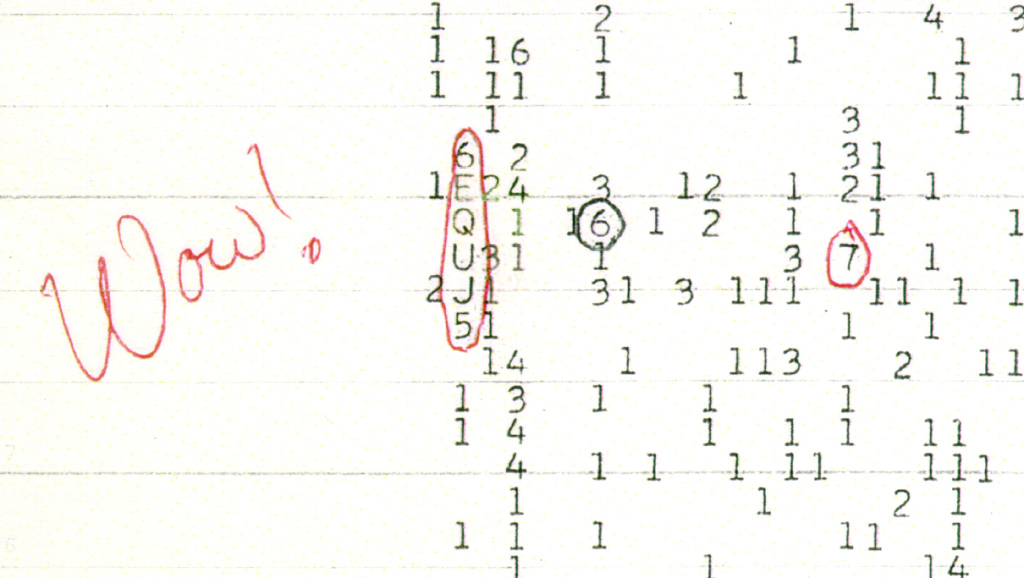
Het sterke Wow!-signaal werd eenmalig op 17 augustus 1977 waargenomen door Jerry Ehman. Het duurde 72 seconden en was dertig maal sterker dan de achtergrond. Ohio State University Radio Observatory enthe North American Astrophysical Observatory (NAAPO).

SETI, de "search for extraterrestrial intelligence" (De zoektocht naar buitenaardse intelligentie) is een project waarbij door gevoelige radiotelescopen wordt gezocht naar signalen uit de ruimte die kenmerken hebben waaruit blijkt dat ze veroorzaakt zouden kunnen zijn door een buitenaardse beschaving.
Het zou kunnen gaan om het toevallig onderscheppen van signalen die door een beschaving worden geproduceerd, of om signalen die opzettelijk worden uitgezonden om contact te maken met onbekende beschavingen elders. Hoewel er plausibele argumenten zijn om aan te nemen dat dergelijke beschavingen waarschijnlijk bestaan, (de vergelijking van Drake) is het tot nu toe nog niet gelukt ook maar enig intelligent signaal van buitenaardse oorsprong op te vangen.

## Geschiedenis
Het plan om naar buitenaardse radiosignalen te zoeken is al in de jaren 70 geopperd door o.a. Carl Sagan maar door geldgebrek kwam er nooit iets van terecht.
In 1996 ontstond het voornemen bij NASA om het zoeken van buitenaards leven nu maar eens serieus aan te pakken. David Gedye en Craig Kasnoff ontwierpen een plan om onderzoek te doen naar buitenaardse wezens. Hun idee kreeg veel steun van academies maar moest nog veel verder uitgewerkt worden. In 1998 was het plan al zo ver dat er geld ingezameld werd voor verdere uitwerkingen. In 2000 heeft NASA het SETI-Project van start kunnen laten gaan.

## Manier van werken
Om het SETI-Project goed te laten verlopen heeft NASA een tweetraps-strategie gemaakt. Er zijn hier twee losse projecten die allebei naar buitenaards leven gaan zoeken.

### Targeted Search
Dit is de eerste strategie. Hierbij worden ongeveer 850 zonachtige sterren in een straal van 75 lichtjaar vanaf de Aarde met radiotelescopen onderzocht. Men koos voor zonachtige sterren omdat daar kans om een vorm van leven te vinden het grootst wordt geacht, aangezien de tot dusverre enige bekende plek waar leven heerst, de Aarde, ook om een zonachtige ster (onze zon) draait.

### Sky Survey
Dit is de tweede strategie van het SETI-Project. Hierbij worden antennes die al gebruikt worden om satellieten mee te volgen, ook gebruikt om straling uit het heelal op te vangen. Dit netwerk van antennes heet het Deep Space Network. Deze manier is echter wel minder nauwkeurig, want bij de eerste strategie worden frequenties tussen de 1 en de 3 GHz onderzocht en bij de Sky Survey zijn het frequenties tussen de 1 en de 10 GHz.
Om de grote stroom gegevens die de antennes opvangen te analyseren is er in samenwerking met de Universiteit van Berkeley een distributed computing project gestart dat de mogelijkheid biedt om over de hele wereld processortijd te gebruiken van vrijwilligers. Met SETI@home kunnen deze vrijwilligers een programma installeren dat kleine stukjes ("Work Units") van deze gegevens ophaalt, analyseert en de resultaten vervolgens opstuurt naar SETI.

## Omgekeerde richting
De mensheid heeft ook enige stappen in de omgekeerde richting gedaan: aan boord van diverse ruimteschepen (Pioneer, Voyager) is een plaquette of grammofoonplaat met gegevens over de aarde en de mensheid meegezonden.
Ook zijn radiotelescopen gebruikt om signalen te zenden naar bepaalde sterren en sterrenhopen. 